# Joueur contre l'environnement
 (avril 2024).
Si vous disposez d'ouvrages ou d'articles de référence ou si vous connaissez des sites web de qualité traitant du thème abordé ici, merci de compléter l'article en donnant les références utiles à sa vérifiabilité et en les liant à la section « Notes et références ».
Le joueur contre l'environnement, ou JCE, est un terme lié aux jeux de rôle, et décrit un mode de jeu qui oppose le joueur à un environnement de personnages non-joueur aux actions prédéfinies ou contrôlées par une intelligence artificielle. Le terme PvE (player versus environment en anglais) est beaucoup plus fréquemment utilisé. Il s'oppose au concept de PvP, sigle issu de l'anglais player versus player, c'est-à-dire joueur contre joueur.
C'est le mode de jeu le plus répandu dans les jeux de rôle : sur table, il se présente comme un ou plusieurs lancés de dé déterminant l'issue du combat, sur les jeux vidéo, il peut prendre des formes plus complexes grâce à des algorithmes.